# Egmont Cycling Race (vrouwen)
De Egmont Cycling Race voor vrouwen is een wielerwedstrijd die in 2023 voor het eerst werd georganiseerd, naast de al langer bestaande manneneditie. De wedstrijd wordt verreden tijdens de kermis van Zottegem en had vanaf de eerste editie de UCI-categorie 1.2.
De eerste editie werd gewonnen door de Amerikaanse Heidi Franz. Ze werd in 2024 opgevolgd door de Nederlandse Lieke Nooijen en in 2025 door Martina Alzini.

## Podiumplaatsen
| Jaar | Afstand (km) | Eerste         | Tweede            | Derde            |
| ---- | ------------ | -------------- | ----------------- | ---------------- |
| 2023 | 127,9        | Heidi Franz    | Scarlett Souren   | Danique Braam    |
| 2024 | 113,8        | Lieke Nooijen  | Sofie van Rooijen | Nienke Veenhoven |
| 2025 | 128,6        | Martina Alzini | Lonneke Uneken    | Cristina Tonetti |

### Overwinningen per land
| Overwinningen | Land                                |
| ------------- | ----------------------------------- |
| 1             | Italië, Nederland, Verenigde Staten |